# Megalechis picta
Megalechis picta, thường được gọi là cá chuột đuôi vạch, là một loài cá da trơn nước ngọt nhiệt đới thuộc chi Megalechis trong họ Callichthyidae. Loài này được tìm thấy ở phía đông dãy Andes trong các lưu vực sông Amazon, Orinoco, Essequibo và các con sông ven biển thuộc Guyana và phía bắc Brazil.

## Tên gọi
Tên của loài này, picta, được lấy từ pictus trong tiếng Latin, nghĩa là "màu sắc, được trang trí", có lẽ ám chỉ đến dải màu đen nổi bật ở vây đuôi của chúng.

## Mô tả
Cá trưởng thành có thể dài khoảng 15,5 – 17 cm. Chúng thường sống ở tầng đáy của các sông hồ, đầm lầy, thích hợp với môi trường nước có độ pH từ 6,0 đến 8,0, độ cứng của nước khoảng 5 - 19 dGH và nhiệt độ khoảng từ 18 đến 28 °C. M. picta cũng có thể sống ở các con suối với dòng chảy mạnh. Thức ăn chủ yếu của M. picta là giun, động vật giáp xác và rong rêu.
Vào mùa khô, khi các đầm lầy cạn nước, M. picta sẽ đào một hang bùn sâu khoảng 15 – 25 cm và ở trong đó đến suốt mùa khô. Trong điều kiện thiếu oxy như vậy, M. picta sẽ thở bằng ruột, nơi có nhiều mạch máu. Thịt của M. picta được đánh giá cao và thường được đánh bắt vào cuối tháng 10.
M. picta có thể được phân biệt với họ hàng của nó là Megalechis thoracata qua một dải màu sẫm ở vây đuôi của nó. Ở M. picta, con đực thường lớn hơn và vây tia ở vây ngực rất phát triển.